# Zofia Hajkowicz-Brodzikowska
Zofia Hajkowicz-Brodzikowska, pseud. Basia (ur. 24 lutego 1913 w Warszawie, zm. 8 stycznia 1944 tamże) – polska redaktorka, działaczka związkowa, syndykalistyczna oraz anarchistyczna. Podczas II wojny światowej działała w polskim ruchu oporu.

## Życiorys
Była córką profesora matematyki pracującego w Technikum im. Wawelberga i Rotwanda. Szkołę średnią ukończyła w Warszawie. Na jej poglądy polityczne miał wpływ Włodzimierz Bochenek, działacz Związku Młodzieży Polskiej. Po roku studiów w Państwowym Instytucie Sztuki Teatralnej przeniosła się do Wyższej Szkoły Dziennikarstwa i ukończyła ją w 1938. Od 1931 była członkinią Związku Polskiej Młodzieży Demokratycznej (ZPMD), a po rozpadzie lewego skrzydła dołączyła do powstałego Stowarzyszenia Młodzieży Syndykalistycznej (SMS). Jednocześnie była aktywistką Anarchistycznej Federacji Polski.
W latach 1938–1939 była przewodniczącą Wydziału Młodzieżowego Robotniczego Instytutu Oświaty i Kultury im. S. Żeromskiego oraz redaktorką wydawanych przez organizację publikacji, m.in. Przez syndykalizm do Polski. Wraz z mężem - Witoldem Brodzikowskim, włączyła się w działalność grupy propagandowej Związku Związków Zawodowych. W październiku 1939 była organizatorem tymczasowego centrum mobilizacji rewolucyjnych syndykalistów w Warszawie. W listopadzie 1939 wstąpiła do Związku Polskich Syndykalistów. Od 1940 wchodziła w skład Komitetu Centralnego Syndykalistycznej Organizacji „Wolność”, razem z Wiesławem Protschke i Jerzym Leszczyńskim. Odpowiadała za komunikację wewnętrzną i kontakty z innymi organizacjami, np. Tymczasowym Komitetem Pomocy Żydom (Żegota). Odpowiedzialna również za drukowanie fałszywych dokumentów, transport broni i druk podziemny. Została aresztowana 23 grudnia 1943 podczas noszenia broni na ulicy Koszykowej w Warszawie. Prawdopodobnie zdradzona przez majora „Ketlinga” z Polskiej Armii Ludowej, który został oskarżony po wojnie o współpracę z Gestapo. Była torturowana w Pawiaku (niesławnym nazistowskim więzieniu); zmarła 8 stycznia 1944 w wyniku tortur stosowanych w czasie badań w siedzibie Gestapo przy al. Szucha.